# Casandria cabra
Casandria cabra là một loài bướm đêm trong họ Noctuidae.